# Marot-Gintrac
Die Société des Moteurs et Automobiles Marot-Gintrac war ein französischer Hersteller von Motoren und Automobilen.

## Unternehmensgeschichte
Das Unternehmen aus Bordeaux fertigte Stationärmotoren und Schiffsmotoren. 1905 stellte es auch Automobile her. Der Markenname lautete Marot-Gintrac.

## Fahrzeuge
Im Angebot stand das Modell 35/40 CV. Für den Antrieb sorgte ein großer Vierzylindermotor.